# Kim Won-jin (athlétisme)
Pour les articles homonymes, voir Kim Won-jin.
Kim Won-jin (né le 1er décembre 1968) est un athlète sud-coréen, spécialiste du saut en longueur.

## Biographie
Il remporte la médaille d'or du saut en longueur lors des championnats d'Asie 1987, à Singapour, avec la marque de 8,00 m. 

### Palmarès
| Date | Compétition         | Lieu      | Résultat | Épreuve          | Performance |
| ---- | ------------------- | --------- | -------- | ---------------- | ----------- |
| 1987 | Championnats d'Asie | Singapour | 1er      | Saut en longueur | 8,00 m      |

### Records
| Épreuve          | Performance | Lieu  | Date         |
| ---------------- | ----------- | ----- | ------------ |
| Saut en longueur | 8,03 m      | Séoul | 12 juin 1987 |